# جلال‌آباد (لارستان)
جلال‌آباد، روستایی در دهستان ده فیش بخش بنارویه شهرستان لارستان در استان فارس ایران است.

## جمعیت
بر پایه سرشماری عمومی نفوس و مسکن در سال ۱۳۹۵، جمعیت این روستا برابر با ۱۸۱ نفر (۵۹ خانوار) بوده است.